# Moulin de Lindekemale
Le moulin de Lindekemale (en néerlandais : Lindekemalemolen), ou plus simplement, le Lindekemale, est le plus ancien moulin à eau sur la Woluwe, rivière de l'est de Bruxelles qui se jette dans la Senne.
Situé sur le territoire de la commune de Woluwe-Saint-Lambert (Bruxelles), il est, avec le moulin du Neckersgat, à Uccle, l'un des deux seuls moulins à eau subsistant parmi les nombreux moulins de ce type qui se trouvaient sur le territoire de la région bruxelloise, soit 87 moulins au milieu du XIXe siècle. Parmi eux, on comptait, à Woluwe, ceux du parc des Sources (1898), du Lindekemaele, du Quaeck (moulin à papier, 1780) et de l'Hof ter Musschen. 

## Histoire[2]
Les archives font mention de la présence d'un moulin à cet endroit dès 1129, année où Étienne de Wezembeek en fait don à l'abbaye de Parc, de Heverlee (Louvain). Celle-ci possède quelque 15 hectares le long de la Woluwe, dont l'Hof ten Berg et le moulin font partie.
Faute d'étude historique, il est difficile de dater avec certitude les différents éléments issus des nombreuses ajoutes, modifications et reconstructions au cours des siècles. Il en est encore fait mention dans l'inventaire des biens abbatiaux en 1665. Le lindekemale ("moulin du petit tilleul"), dont la principale activité était la mouture de céréales, était probablement le moulin banal de la seigneurie voisine constituée du château (aujourd'hui : le Slot) d'une ferme disparue et de la chapelle de Marie-la-Misérable. Il voisine la brasserie het Lindeken, principale brasserie de la commune. 
Construit en grès calcaire, l'édifice devait à l'origine être recouvert de chaume avant qu'un étage de briques n'y soit ajouté. Au début du XXe siècle, la production de farine, victime de la concurrence des minoteries, est abandonnée au profit du tabac à priser et de la chicorée, cultivés à proximité. Un peu plus tard, le corps de logis est transformé en café-laiterie, ce qui lui vaut une série de retouches à caractère pittoresque : pignons à redents, volets, enseigne rustique, etc. Après un incendie en 1928, l'aile sud, à vocation industrielle, est reconstruite. 
Acquis par la commune de Woluwe-Saint-Lambert en 1955, il est converti en restaurant en 1970. Classé depuis 1989, le moulin et la roue à aubes ont fait l'objet d'une profonde restauration en 1997.
La Woluwe fut ensuite remise à ciel ouvert et un chemin de promenade a été aménagé sur ses berges mettant en valeur le moulin à eau dont le chenal d'amenée d'eau a été restauré, permettant la remise en fonction de la roue du moulin.
Sa roue a été plusieurs fois réparée ou remplacée. La dernière fois remonte à 2008. Mais depuis lors, son mécanisme est bloqué et la roue s'est détériorée. La nouvelle roue sera construite selon le modèle originel qui intégrera en plus du bois de l'acier corten. Elle sera également couplée à une génératrice d'électricité pour pouvoir freiner la vitesse de rotation de la roue, source de ses pannes successives. À terme, l'énergie produite sera soit utilisée par les futurs propriétaires du moulin, soit injectée dans le réseau électrique.
Le moulin lui-même est à vendre depuis 2022 sans qu'il n'ait, à ce jour, trouvé preneur.